# L'Ombra (Corriere dei ragazzi)
L'Ombra, o semplicemente Ombra, è un personaggio immaginario protagonista di una omonima serie a fumetti ideata nel 1974 da Alfredo Castelli (testi) e Ferdinando Tacconi (disegni) per il Corriere dei ragazzi; è un giustiziere e un supereroe con il potere dell'invisibilità. Non va confuso con l'omonimo personaggio di Ongaro e Pratt del 1964.

## Storia editoriale
La serie L'Ombra, ideata e sceneggiata da Alfredo Castelli, è pubblicata dal numero 7 del 17 febbraio 1974 al numero 45 del 7 novembre 1976. I primi quindici episodi sono presentati all'interno di Albo Avventura, inserto della testata principale, mentre successivamente la serie prosegue sulle pagine del giornale. Il primo episodio, Firmato l'Ombra, è anche l'unico disegnato da Ferdinando Tacconi mentre i successivi portano la firma di Mario Cubbino.

## Biografia del personaggio
Grant Shade è un investigatore privato che, a causa delle sue indagini sui traffici di un criminale noto come "Il Corso", è ferito gravemente in un attentato e, dato per morto, gettato con la sua auto in un lago di acque tossiche. Tuttavia, sebbene moribondo, il composto di sostanze tossiche presenti nel lago inspiegabilmente risana le sue ferite e lo rende invisibile. Ormai impossibilitato a vivere una vita normale, considerato morto da tutti, decide di impiegare il resto della propria esistenza al perseguimento della giustizia e acquisisce l'identità del giustiziere noto come L'Ombra. Sotto questa veste, continuerà la lotta contro il Corso e vivrà numerose altre avventure. Metaforicamente, Grant Shade è un uomo che ha sacrificato la propria esistenza individuale alla realizzazione di un principio universale; i propri interessi particolari al perseguimento di un fine generale. Per questo motivo, ciò che resta di lui è solo un'ombra: egli rinuncia a quanto di personale, e dunque superfluo, lo caratterizza, per divenire un astratto principio di giustizia che opera nel mondo ed è al di là e al di sopra di esso. Il nome del protagonista rimanda all'investigatore Sam Spade del romanzo Il mistero del falco, mentre la trama è una generica ripresa della storia dello Spirit di Will Eisner.